# Лейды
Лейды (фр. leudes; лат. leudes, от старогерм. leute, люди) — королевские люди меровингского периода, франкские дружинники, служившие королю за жалованье в виде земельных участков и дававшие ему присягу в верности.
Впоследствии от этих лиц произошло многочисленное и могущественное сословие лейдов. Полученные ими земли постепенно перешли в их пожизненное владение, а потом и наследственное. Сначала простые наемники, потом богатые собственники, требующие от короля новых прав, лейды превратились в сильную аристократию, которая вступила в борьбу с каролингской династией. Могущественный класс, сыгравший видную роль в Меровингский период, как упрямая оппозиция королевской власти. Особенной независимостью отличались австразийские лейды.